# Mark Rutte

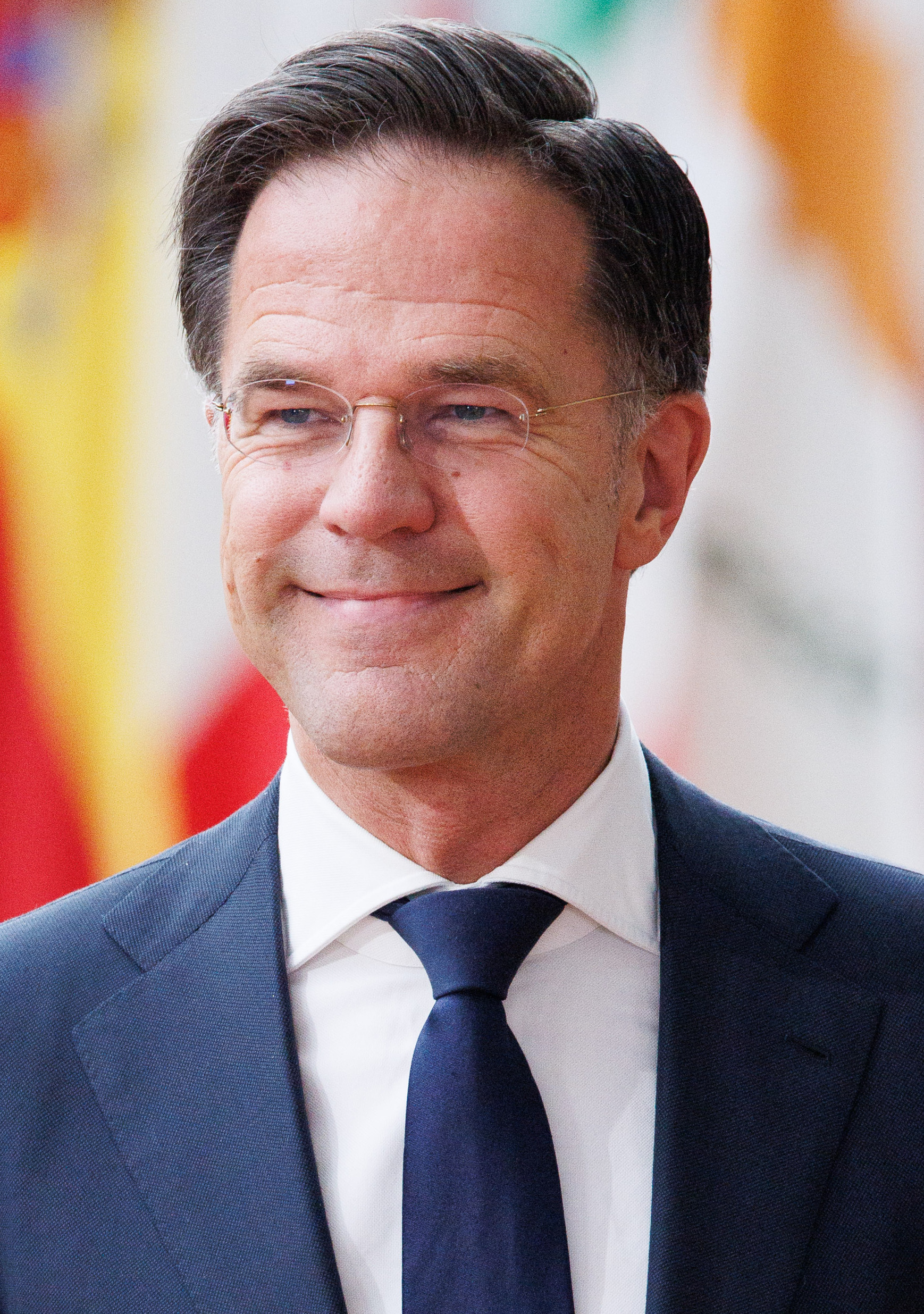
Mark Rutte (2023)

Mark Rutte ([mɑrk ˈrʏtə] ⓘ; * 14. Februar 1967 in Den Haag) ist ein niederländischer Politiker (VVD) und seit Oktober 2024 NATO-Generalsekretär. Von Oktober 2010 bis Juli 2024 war er Ministerpräsident der Niederlande (Kabinette Rutte I, II, III und IV). Rutte war der am längsten amtierende Ministerpräsident in der niederländischen Geschichte. Von 2006 bis 2010 war er Fraktionsvorsitzender in der Zweiten Kammer und von 2006 bis 2023 politischer Leiter der bürgerlich-liberalen Volkspartij voor Vrijheid en Democratie (VVD).

## Leben
Rutte stammt aus einer christlichen Familie. Von 1984 bis 1992 studierte er Geschichtswissenschaft an der Universität Leiden. Anschließend arbeitete er bei Unilever, wo er 1997 Personalmanager wurde. Die Funktion bekleidete er bis 2002. Er ist ledig und gehört der Protestantischen Kirche in den Niederlanden an.

## Politik

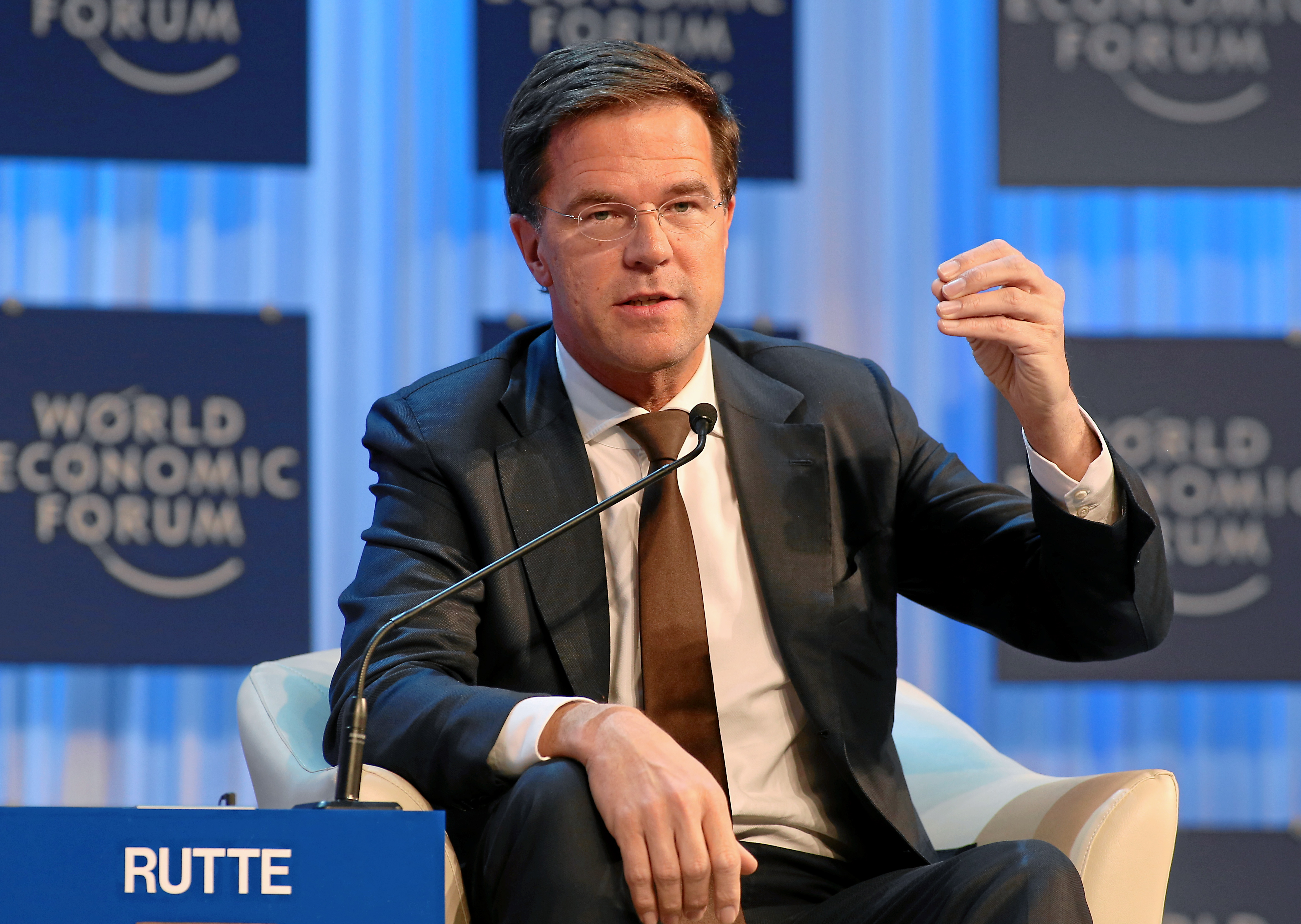
Rutte während des WEFs 2013

Von 1988 bis 1991 war Mark Rutte Vorsitzender der liberalen Jugendorganisation JOVD und von 1993 bis 1997 Vorstandsmitglied der Partei. Er war vom 21. Juli 2002 bis 17. Juni 2004 Staatssekretär im Ministerium für Arbeit und Soziales (Kabinett Balkenende I und II) und vom 17. Juni 2004 bis zum 27. Juni 2006 Staatssekretär im Ministerium für Erziehung, Kultur und Wissenschaft (Kabinett Balkenende II). Bei der Parlamentswahl 2003 wurde er auf Platz 11 der VVD in die Zweite Kammer des niederländischen Parlaments gewählt, verzichtete aber aufgrund der Inkompatibilität von Parlamentsmandat und Regierungsamt auf seinen Sitz.

### Machtkampf um die Führung der VVD
Nachdem bei der VVD die Position des politischen Führers frei geworden war, bewarb sich der als gemäßigt und eher sozialliberal angesehene Rutte am 8. März 2006 dafür. Seine Gegenkandidatin war Rita Verdonk, die als Ministerin für Integration und Einwanderung im zweiten und im dritten Kabinett von Premierminister Jan Peter Balkenende (2003–2006) harte Positionen bei den Themen Immigration und Kriminalität vertreten hatte. Im Mai 2006 entzog sie ihrer Parteikollegin, der prominenten Islamkritikerin Ayaan Hirsi Ali, die niederländische Staatsbürgerschaft (was später rückgängig gemacht wurde) und löste damit eine Regierungskrise aus. 51,5 Prozent der Parteimitglieder wählten am 31. Mai 2006 Rutte; dieser wurde VVD-Spitzenkandidat und am 29. Juni 2006 Fraktionsvorsitzender.
Bei der aufgrund des Zerbrechens der bisherigen Regierungskoalition vorgezogenen Kammerwahl am 22. November 2006 musste die VVD unter Ruttes Führung leichte Stimmenverluste hinnehmen und kam auf den vierten Platz. Die auf Platz zwei der Parteiliste stehende Rita Verdonk erhielt dabei deutlich mehr Vorzugsstimmen als der Spitzenkandidat Rutte, was ihm einen Ansehensverlust bescherte (in den Niederlanden wählt man einen einzelnen Kandidaten und damit gleichzeitig die Partei). Verdonk wurde am 14. September 2007 wegen provokanter Äußerungen aus der Fraktion ausgeschlossen. Sie verließ die VVD und gründete am 17. Oktober 2007 die Partei Trots op Nederland.

### Ministerpräsident

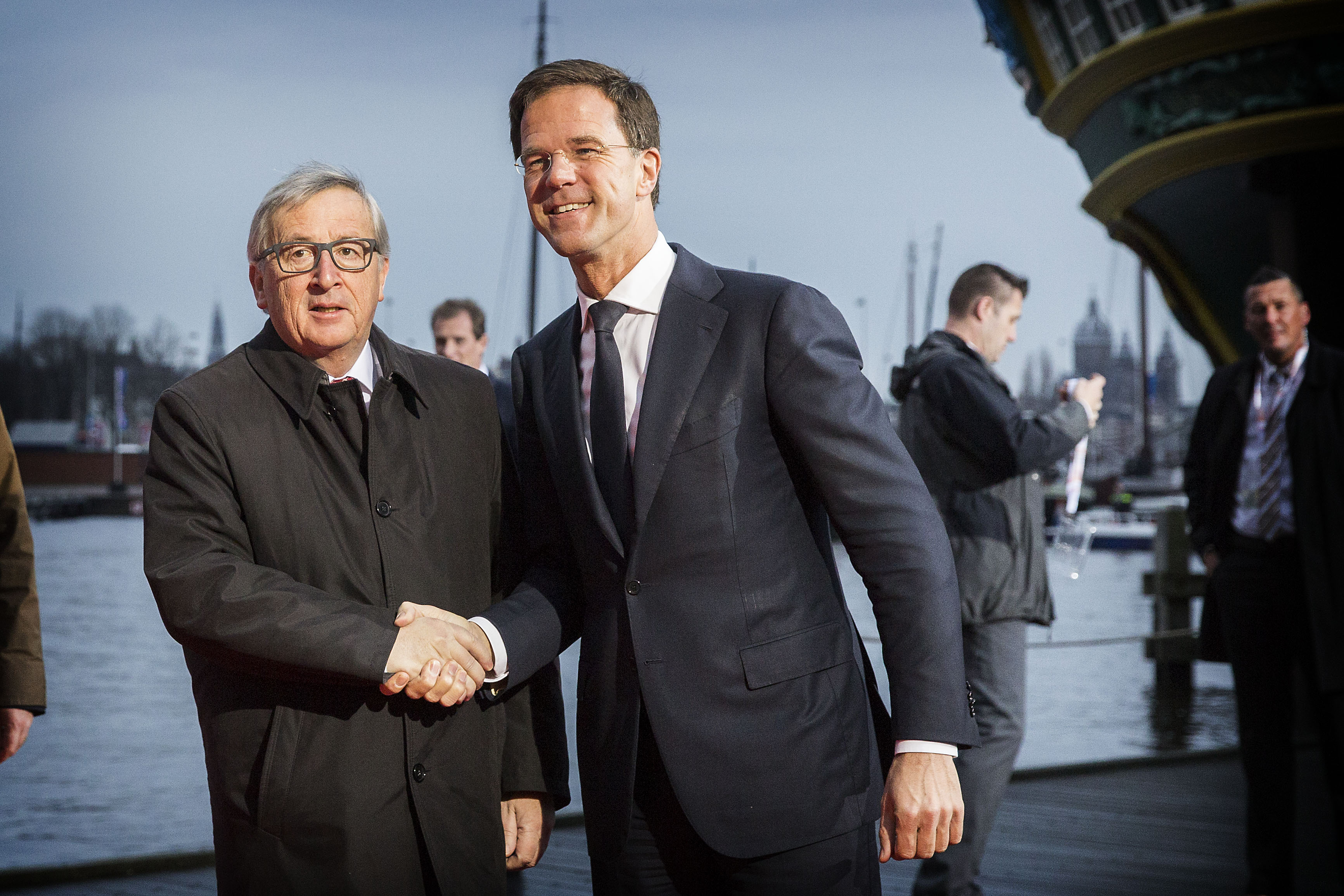
Rutte und EU-Kommissionspräsident Jean-Claude Juncker (2016)

Umfrageergebnissen vom Mai 2010 zufolge war die VVD unter Rutte stärkste Partei – mit prognostizierten 31 (von 150) Sitzen noch vor der sozialdemokratischen PvdA. Der Zugewinn für die Liberalen wurde vor allem mit dem Niedergang der Christdemokraten erklärt (nur noch 21 Sitze in der Umfrage). Rutte galt als ernsthafter Anwärter auf das Amt des Ministerpräsidenten, aber auch die EU-Kommissarin Neelie Kroes (* 1941, ebenfalls VVD) hatte ihr Interesse nicht ausgeschlossen.
Die Wahl am 9. Juni 2010 ergab 31 Sitze für die VVD, einen Sitz mehr als für die sozialdemokratische PvdA als zweitstärkste Partei. Das war zwar nicht der höchste je von der VVD errungene Wert, aber erstmals wurde die VVD die stärkste Partei (vor allem wegen der Verluste der Christdemokraten). Am 8. Oktober 2010 übertrug die damalige Königin Beatrix Rutte die Regierungsbildung, nachdem die drei beteiligten Parteien und Fraktionen den Koalitions- und Duldungsverträgen zugestimmt hatten.
Das Kabinett Rutte I löste daraufhin am 14. Oktober 2010 das Kabinett Balkenende IV als Regierung der Niederlande ab. Es war eine Minderheitsregierung aus der rechtsliberalen VVD sowie dem Christdemokratischen Appell (CDA), welche von der rechtspopulistischen Freiheitspartei (PVV) toleriert wurde. Die Koalition verfügte zusammen mit der PVV über 76 von 150 Mandaten in der Zweiten Kammer des niederländischen Parlaments.
Am 23. April 2012 bot Mark Rutte Königin Beatrix den Rücktritt seines Kabinetts an, nachdem die PVV der Minderheitsregierung die Unterstützung entzogen hatte. Die PVV wollte das Sparpaket der Regierung nicht mittragen, das diese für erforderlich hielt, um den EU-Stabilitätspakt einzuhalten. Im September 2012 folgten vorgezogene Neuwahlen, aus denen Ruttes VVD als stärkste Kraft hervorging. Nach dem vorläufigen Endergebnis erreichte die Partei 41 der 150 Mandate der Zweiten Kammer des Parlaments. Dies waren zwei Mandate mehr als jene der PvdA mit ihrem Spitzenkandidaten Diederik Samsom. Ende Oktober 2012 einigten sich die VVD und die PvdA auf die Bildung einer Großen Koalition, Rutte stand auch der neuen Regierung als Ministerpräsident vor (Kabinett Rutte II). Auch nach der Parlamentswahl 2017 konnte Rutte weiterregieren, musste aber neue Koalitionspartner finden. Die neue Koalition bestand aus der liberal-konservativen VVD (Volkspartij voor Vrijheid en Democratie), dem christdemokratischen CDA (Christen-Democratisch Appèl), der linksliberalen D66 (Democraten 66) und der christdemokratischen ChristenUnie. Sie bildete am 26. Oktober 2017 das Kabinett Rutte III.
Ruttes Corona-Politik war umstritten. Rutte musste sich den Vorwurf der Sprunghaftigkeit gefallen lassen, da er zu Beginn der Pandemie von „Herdenimmunität“ sprach, dann von einem „intelligenten Lockdown“, der vor allem an die Eigenverantwortung der Bürger appellierte und Verbote so weit wie möglich umging („Ich bin doch kein Diktator“), schließlich aber angesichts des drohenden Zusammenbruchs des Gesundheitswesens eine monatelange abendliche Ausgangssperre verhängen musste. Daraufhin kam es in niederländischen Städten in mehreren aufeinanderfolgenden Nächten zu den schwersten Unruhen seit 40 Jahren.
Am 15. Januar 2021 kündigte Rutte infolge von Verletzungen der rechtsstaatlichen Basisprinzipien im Rahmen von fälschlich zurückgeforderten Kinderbeihilfen (Toeslagenaffaire) den Rücktritt seines gesamten Kabinetts an. Er blieb wie üblich bis zu einer neuen Regierungsbildung nach der Parlamentswahl im März 2021 geschäftsführend im Amt. Bei dem Skandal ging es darum, dass die Steuerbehörden aufgrund von vermeintlich begangenen Fehlern bei der Antragstellung rückwirkend Zuschüsse zu Kita-Gebühren zurückforderten, was sich jeweils auf mehrere 10 000 Euro belaufen konnte. Nach dem Urteil des Historikers Christoph Driessen wirft der Skandal einen „bleibenden Schatten“ auf Ruttes politische Tätigkeit: „Es war nicht zuletzt seine neoliberale Politik, die zu einer Atmosphäre beigetragen hat, in der Empfänger staatlicher Leistungen, insbesondere solche mit ausländischen Wurzeln, einem Generalverdacht als Sozialschmarotzer ausgesetzt waren.“
Bei der Parlamentswahl 2021 wurde die VVD erneut stärkste Partei. Am 10. Januar 2022 wurde er erneut vom König zum Ministerpräsidenten ernannt und mit seinem vierten Kabinett vereidigt. Allerdings galt er mittlerweile aufgrund von einer ganzen Serie an Skandalen als politisch angeschlagen. Angelastet wurde ihm unter anderem, dass er nach der Parlamentswahl von 2021 versucht hatte, den im Skandal um die Kinderbeihilfen als besonders hartnäckiger Aufklärer in Erscheinung getretenen Politiker Pieter Omtzigt auf einen Posten außerhalb der Regierung abzuschieben.
Am 7. Juli 2023 zerbrach das Kabinett Rutte IV im Streit über Familienzusammenführungen. Rutte hatte zuvor eine Obergrenze von 200 Kriegsflüchtlingen pro Monat gefordert, nachdem 2022 über 46.000 Menschen (durchschnittlich 126 pro Tag) Asyl beantragt hatten. Rutte reichte am selben Tag den Rücktritt des vollständigen Kabinetts beim König ein. Am 10. Juli 2023 kündigte er seinen Rückzug aus der Politik an. Rutte blieb geschäftsführender Ministerpräsident, bis nach der Parlamentswahl eine neue Regierung gebildet wurde. Am 2. Juli 2024 wurde er im Amt des Ministerpräsidenten von Dick Schoof abgelöst. Rutte war somit der am längsten amtierende Ministerpräsident in der niederländischen Geschichte.

### NATO-Generalsekretär
Am 22. Februar 2024 sprachen sich die Regierungschefs von Deutschland (Olaf Scholz), Frankreich (Emmanuel Macron), dem Vereinigten Königreich (Rishi Sunak) und den Vereinigten Staaten (Joe Biden) für Rutte als Nachfolger von Jens Stoltenberg als NATO-Generalsekretär aus.
Am 20. Juni 2024 teilte Rumänien mit, dass Rumäniens Staatspräsident Klaus Johannis seine Kandidatur für das Amt des NATO-Generalsekretärs zurückgezogen habe. Rutte wurde nach einer Sitzung der Ständigen Vertreter der NATO-Staaten am 26. Juni 2024 offiziell ernannt. Er trat das Amt am 1. Oktober 2024 an.

### Standpunkte

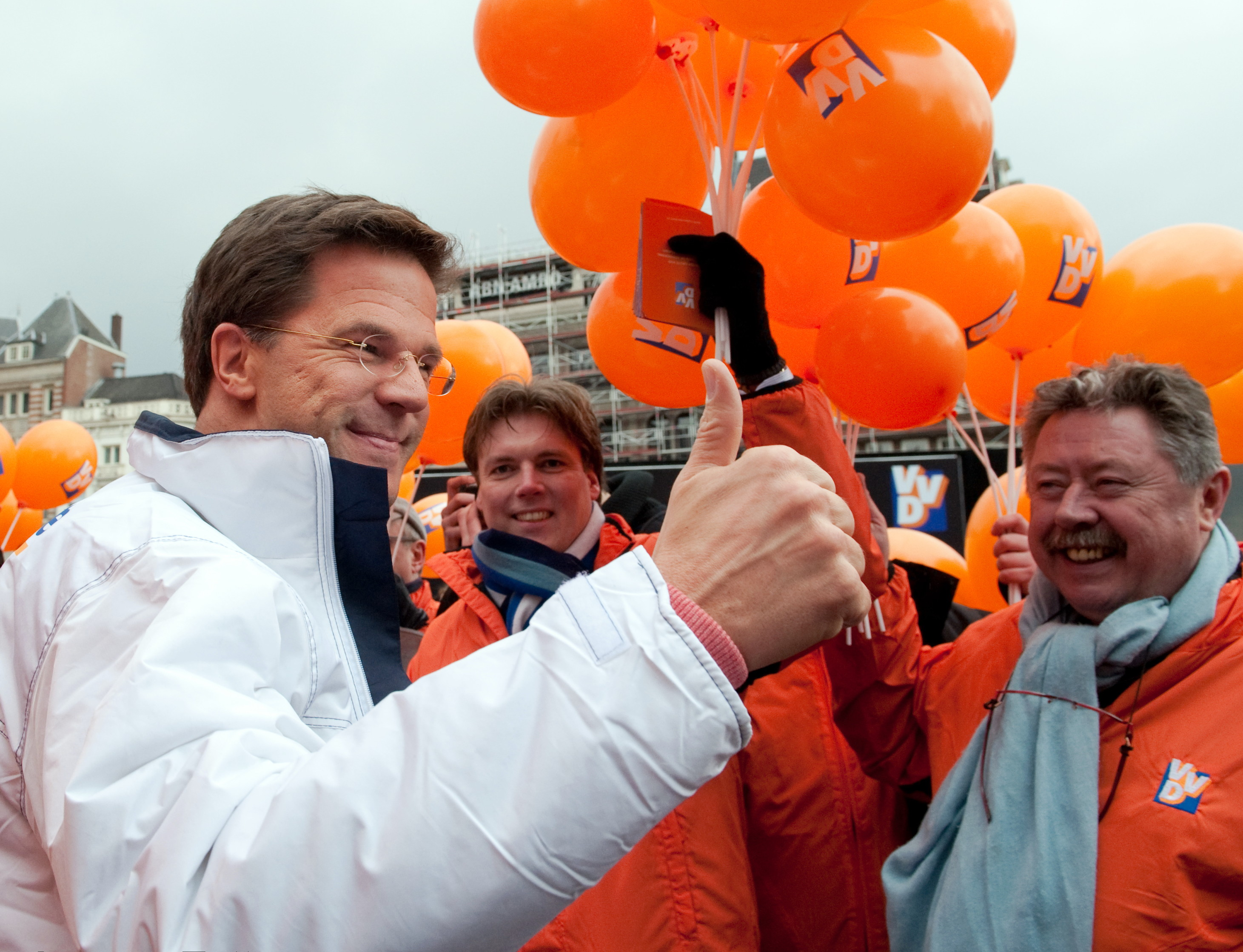
Rutte bei einer Wahlkampfveranstaltung in Amsterdam (Februar 2010)

2008 sagte Rutte in einem Interview, die Niederlande müssten weg vom „Terror der Mittelmäßigkeit“:

„Der Staat muss klein und kräftig sein, keine Glücksmaschine, die den Menschen das gesamte Leben aus den Händen nimmt. Menschen müssen mit Verve leben können, Raum bekommen, um aus ihrem Leben etwas Außergewöhnliches zu machen. Die VVD kämpft für die Hebung der unteren Klasse, mit gutem Unterrichtswesen wollen wir Menschen auf ihren eigenen Beinen stehen lassen. Das Glück sitzt im Menschen, nicht im Staat.“

Gleichzeitig betonte er, dass man Ausländern gegenüber Grenzen setzen müsse und den Mut haben zu sagen: „Diese Zivilisationsgrundlagen, die Sprache, die Verfassung und die niederländische Geschichte, das alles gehört zu uns!“
Im Mai 2009 kam Rutte mit der Forderung in die Medien, dass Holocaustleugnung im Sinne der Meinungsfreiheit nicht mehr strafbar sein solle. Das Verbot habe er schon immer malloterig („dumm, albern“) gefunden. Dafür wurde er innerhalb und außerhalb seiner Partei kritisiert.
Rutte sprach sich im Mai 2010 für eine strengere Asylpolitik aus. Asylbewerber sollten nur noch dauerhaft in den Niederlanden bleiben können, wenn sie um die Staatsbürgerschaft ersuchten. Es seien nur noch „echte Flüchtlinge“ und keine „Glückssucher“ aufzunehmen. Ferner steht Rutte für ein Beibehalten der bisherigen Regelung zur hypotheekrenteaftrek, der steuerlichen Begünstigung von Hypothekenzinsen.
Während der Koalitionsverhandlungen 2010 sagte Rutte im September über ein zunächst gescheitertes Abkommen der drei rechten Parteien, dass die niederländische Rechte sich dabei die Finger geleckt hätte. Später bei den Verhandlungen und bei seinem Amtsantritt betonte Rutte hingegen, er wolle Ministerpräsident für alle und nicht nur für die Rechte sein.
Im März 2017 erklärte Rutte gegenüber der türkischen Regierung, dass eine geplante Wahlkampfveranstaltung mit Außenminister Mevlüt Çavuşoğlu zur Volksabstimmung über die Verfassung der Türkei in den Niederlanden unerwünscht und der öffentliche Raum generell kein Ort für den Wahlkampf anderer Länder sei.
Als NATO-Generalsekretär fordert er, man müsse die Kosten Russlands in die Höhe treiben. Zitat: „Wir müssen mehr tun, als nur die Ukraine im Kampf zu halten. Wir müssen die Kosten für (den russischen Präsidenten) Putin und seine autoritären Freunde in die Höhe treiben, indem wir der Ukraine die Unterstützung zukommen lassen, die sie braucht, um den Verlauf des Konflikts zu ändern“.
Rutte besuchte am 22. November 2024 den designierten US-Präsidenten Trump in Florida.
Rutte warnte am 26. März 2025 das Putin-Regime eindringlich davor, Polen (seit 1999 Mitglied der NATO) anzugreifen.
Den von vielen Völkerrechtlern als illegal beurteilten Angriff der USA auf iranische Atomanlagen am 22. Juni 2025 lobte Rutte gegenüber dem US-Präsidenten Trump.